# Bothrops grupo de especies ‘alternatus’
Bothrops grupo de especies ‘alternatus’ se denomina a un conjunto de especies incluidas en el género Bothrops, serpientes venenosas de la subfamilia de las víboras de foseta. Sus integrantes habitan en selvas, bosques, valles, estepas, y matorrales de altura de Sudamérica, y que son conocidas vulgarmente con el nombre de yararáes o víboras de la cruz. 

## Taxonomía
En el año 1881, el herpetólogo Samuel Garman crea el género Rhinocerophis. Posteriormente sus especies fueron transferidas al género Bothrops. En el año 2002 W. Wüster agrupó a 6 especies en el Bothrops grupo de especies ‘alternatus’, pero en 2009 fueron trasladadas al rehabilitado género Rhinocerophis. Finalmente, en el año 2012, luego de una revisión de la morfología, filogenia y taxonomía de las serpientes bothropoides sudamericanas, las especies de ese género fueron nuevamente reincorporadas a Bothrops.
Especies
Este grupo de especies está conformado por 6 taxones:  
- Bothrops alternatus (Duméril, Bibron & Duméril, 1854)
- Bothrops ammodytoides (Leybold, 1873)
- Bothrops cotiara (Gomes, 1913)
- Bothrops fonsecai (Hoge & Belluomini, 1959)
- Bothrops itapetiningae (Boulenger, 1907)
- Bothrops jonathani (Harvey, 1994)

## Características generales y costumbres
Las especies de este grupo son terrestres, nocturnas y crepusculares. Se alimentan de pequeños roedores, marsupiales, aunque pueden aprovecharse de otros reptiles y aves, dada la oportunidad. 
Son de reproducción vivípara. La especie más pequeña del grupo es B. itapetiningae, ya que nunca supera los 50 cm. La mayor es B. alternatus, que llega a 150 cm, mientras que B. cotiara y B. fonsecai alcanzan los 120 cm.